# Balot

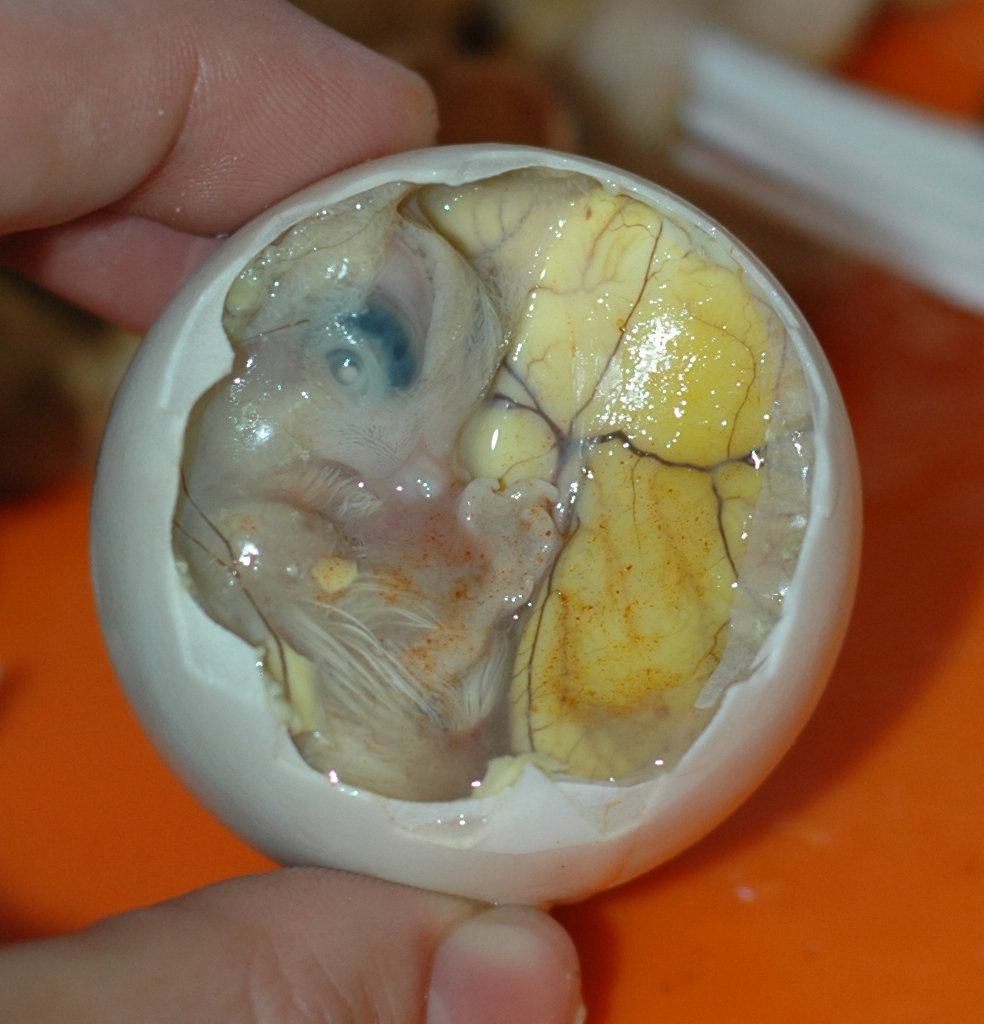
Balutägg med foster och gula.

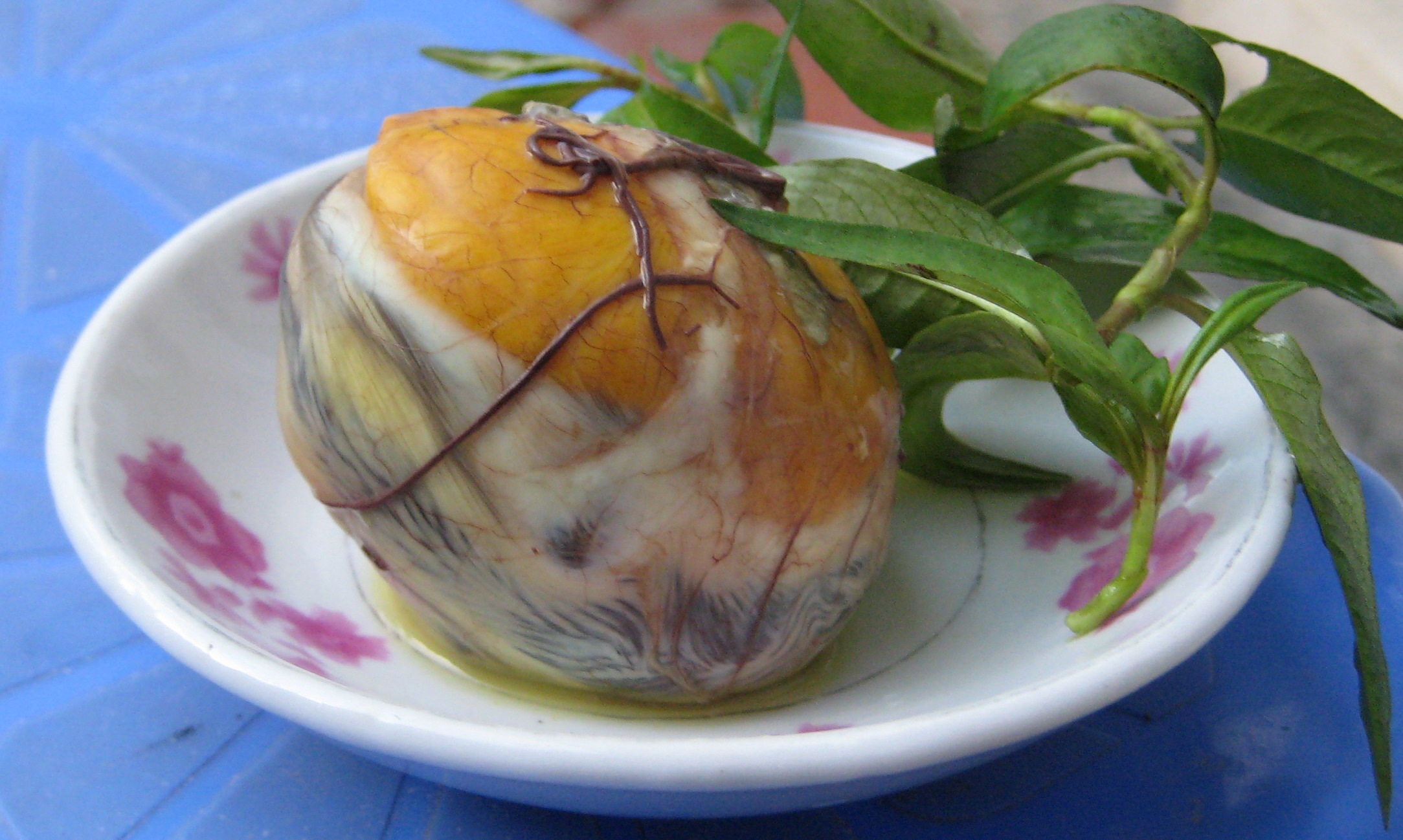
Skalat balutägg på en tallrik.

Balot eller balut är en maträtt som består av ett olika antal dagar gammalt ankfoster i ett ägg.  Maträtten är mest känd i Filippinerna och Sydostasien och säljs till ungefär samma pris som varmkorv i USA. I ett 16 dagar gammalt ägg är inte fostret lika utvecklat som i ett 18 dagars ägg men båda versionerna är mycket vanliga. De som inte äter lika ofta föredrar normalt 16 dagars ägget. 
Rätten härstammar från Kina och var  
ett sätt att förlänga lagringstiden för äggen. Den kom till Filippinerna på 1500-talet med kinesiska handelsmän som  bosatte sig längs stränden av  Laguna de Bay på ön Luzon. En by i närheten, som uppfödde  gräsänder, började att tillverka balot.
Maträtten kan tillagas på många sätt men vanligtvis är ägget helt och kokt. I huvudstaden Manila på Filippinerna säljer och äter man balot mest av den anledningen att många säger att balot är ett afrodisiakum. Om man frågar folk på gatan i Manila kan de svara: Pampatigas ng tuhod, vilket betyder "det stärker knäna", och det är anledningen att folk kallar det afrodisiakum. De flesta som köper balot på marknaden häller en speciellt kryddad vinäger på sitt ägg.
Omkring 80 procent av de ankägg som produceras i Filippinerna äts som  balut. Äggen inkuberas i korgar som förvaras i tunnor av bambu. Varje ägg packas in i tyg och vänds tre gånger om dagen. Rätt temperatur hålls traditionellt med hjälp av påsar med risskal som förvärms i en gryta, men äggen kan också värmas med elelement. Efter inkuberingen torkas äggen och läggs i kokande, saltat vatten i 20–30 minuter. Färdiglagad balot kan förvaras i kylskåp i omkring en månad.

## Utseende
Vanligtvis består balot av tre delar:
- Saften/soppan: Finns runt och i hela ägget och är lite grumlig och smakar sött och lite salt.
- Gulan: Liknar vanlig äggula men har en del ådror i sig.
- Fostret: Ser ut som en svart/brun liten fågelunge med ben, vingar och näbb.